# カレン民族軍
カレン民族軍（カレンみんぞくぐん、ビルマ語: ကရင်အမျိုးသားတပ်မတော်、英語: Karen National Army、略称: KNA）は、ミャンマーのカレン人系反政府武装勢力である。民主カレン仏教徒軍を再編した、ミャンマー軍の下部組織であるカレン州国境警備隊がさらに改組され、成立した。

## 歴史

### カレン州国境警備隊

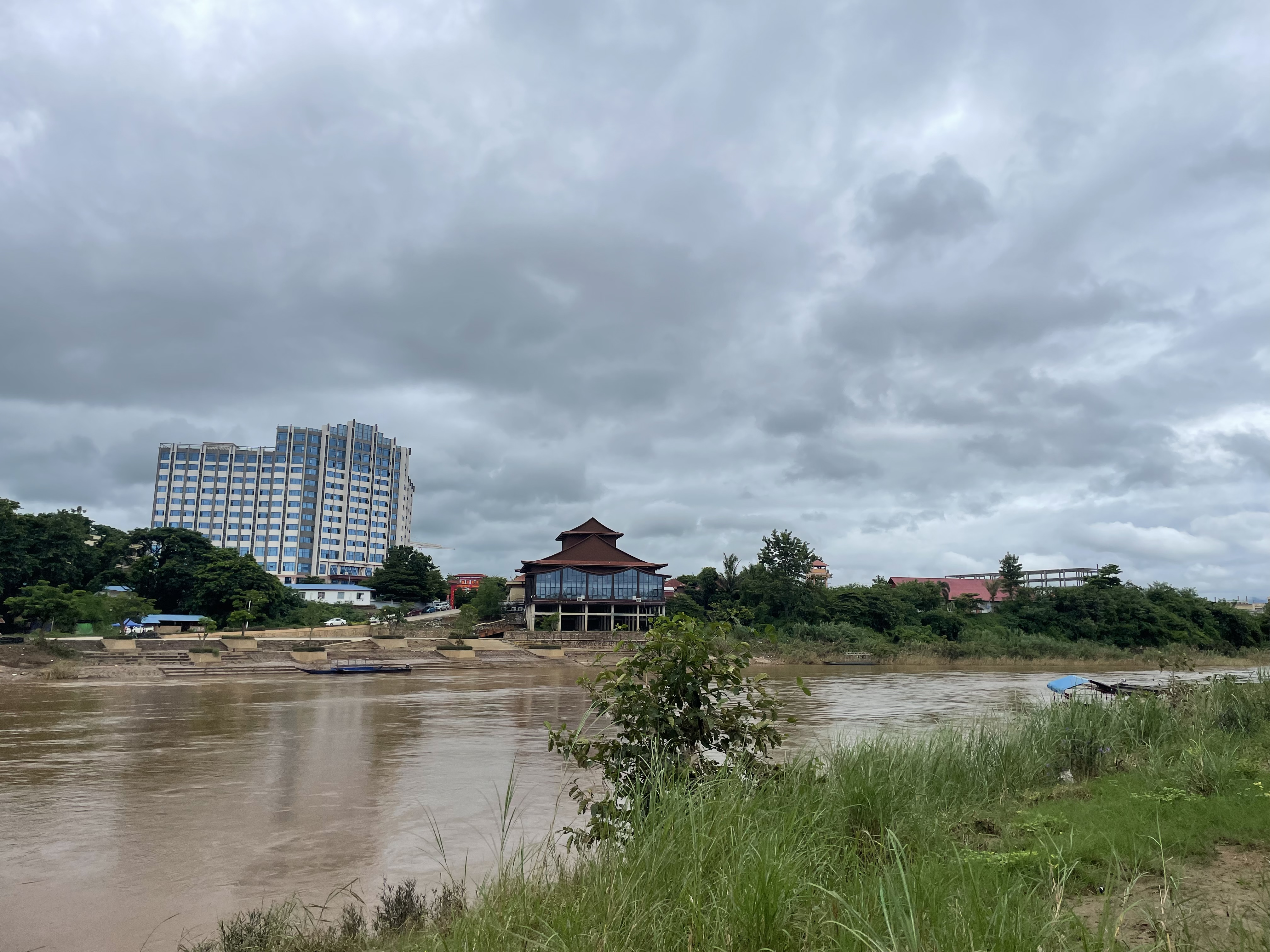
タイ側から見たシュエコッコ（2022年8月26日）。カレン民族軍およびその前身であるカレン州国境警備隊の本拠地。

2008年に制定されたミャンマー連邦共和国憲法においては、ミャンマー軍が国内における唯一の武装組織であると定められた。2009年4月以降、ミャンマー政府は同憲法にもとづき、国内の武装勢力を国軍傘下の国境警備隊（Border Guard Forces、BGF）に改編することを要求した。組織としての独立性を喪失することになる同要求を、多くの組織は拒否したものの、一部の勢力は受け入れた。民主カレン仏教徒軍（DKBA）はそうした勢力のひとつであり、のちに民主カレン慈善軍（DKBA）となる国境開発旅団をのぞいては、2010年に軍に帰順した。
DKBAを主な前身とする、カレン州BGFは、同州のシュエコッコに本拠地を置いた。シュエコッコでは中国系資本により開発プロジェクトが実施されたが、これらのプロジェクトの多くが違法賭博・人身売買・恐喝・インターネット詐欺などに関与するものであることが知られている。2020年6月、ミャンマー政府は同地域でおこなわれる亜太国際控股集団の開発プロジェクトについて違法性を捜査するための法廷を設置し、プロジェクトを中止させた。この開発を通じ、ミャンマー政府とBGFの間で緊張が高まった。
2021年1月には、ミャンマー軍はシュエコッコに関する汚職疑惑でカレン州国境警備隊（旧DKBA）の指揮官であるソー・チットゥーおよびモウッソン（Mout Thon）少佐、ティンウィン（Tin Win）少佐に辞任の圧力をかけた。モウッソンはこれに諾い、1月8日に彼以下4連隊・13大隊の士官13人・下士官77人が連名で辞表を提出した。これに抗議を示して少なくとも7000人の兵士がカレン州BGFに辞表を提出したが、チットゥーは辞任を拒否した。しかし、2021年クーデター後、ミャンマー政府はBGFとの協力関係を深めるようになり、シュエコッコの開発に対する政府からの圧力はゆるめられた。

### カレン民族軍の成立

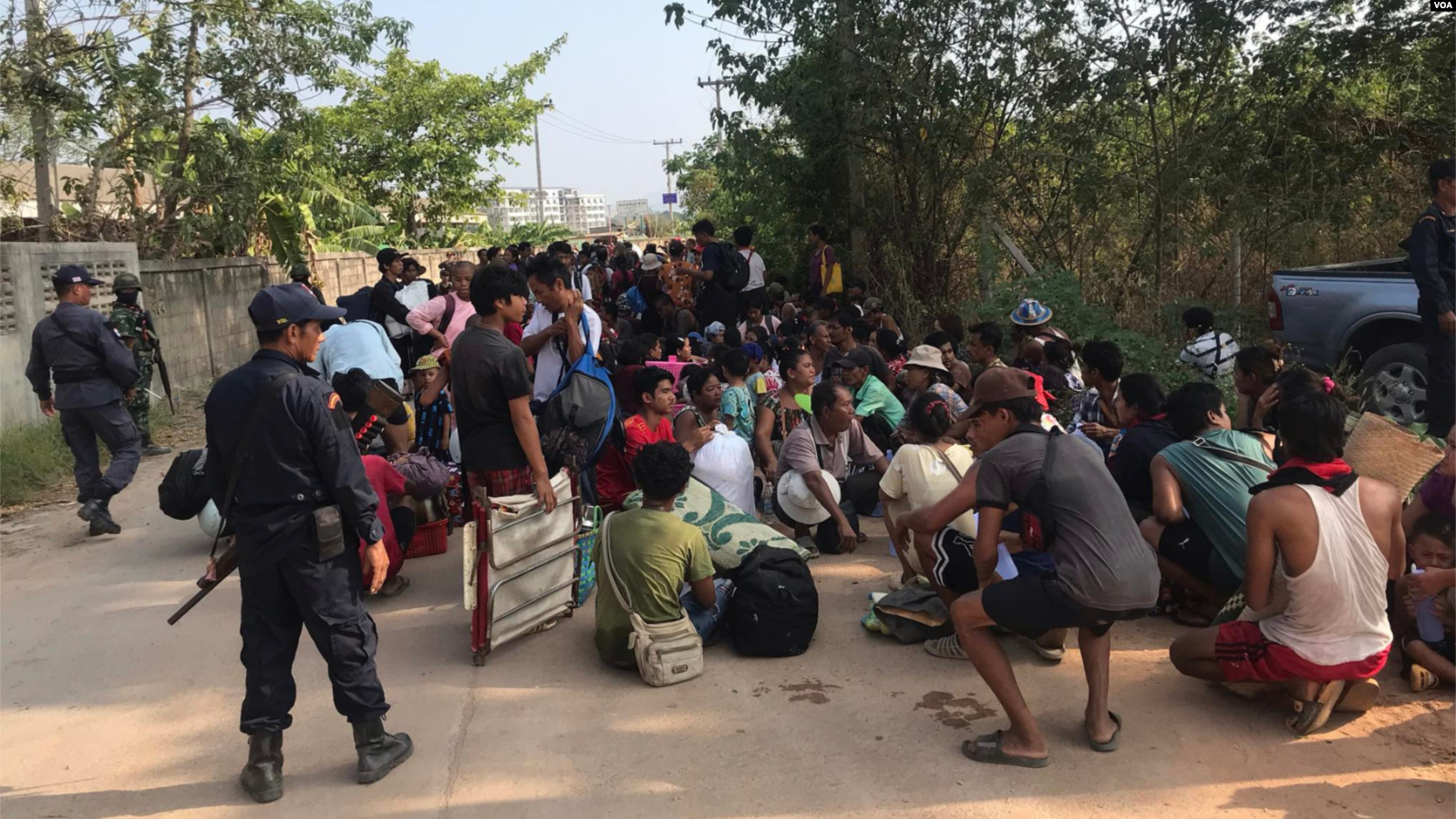
ミャワディでの戦闘をうけてタイ側に逃れた住民（2024年4月20日）

インターネット詐欺の根絶を目的とする中国およびタイからの圧力を背景として、2024年1月11日にはマウンマウンオン情報大臣およびミンウー（Mint Oo）カレン州知事が、チットゥーと会談をおこなった。また、チットゥーはミャンマーの最高指導者であるミンアウンフライン国家行政評議会議長との会談を拒絶した。1月23日にはチットゥーがミャンマー軍副司令官であるソー・ウィンと会談し、軍の支援を受けないこと、BGFはカレン族の同胞とは戦闘せず、自立することを伝えたとメディアに明かした。3月6日にはカレン州BGFはカレン民族軍（Karen National Army、KNA）に改組されることが発表された。
『フロンティア・ミャンマー』誌は、BGFのこうした判断は、彼らと同様にインターネット詐欺を資金源としているコーカンBGFが、1027作戦を通じて、ミャンマー民族民主同盟軍（MNDAA）に本拠地を占領されたことで、軍事政権が自らを守れないほどに弱体化していることが明らかになったことを背景のひとつとしていると論じる。BGFは、賭博や詐欺といった違法なビジネスへの関与の停止や、同組織の支配地域における犯罪行為の捜査権、シュエコッコで戦闘が発生した場合、ミャンマー軍が防衛に関与することといった、政府側の要求に対して同意せず、組織としての独立を決定した。また、BGFの基盤であるカレン人の多くは自民族との対立を望んでおらず、こうした兵士および支配地域住民の圧力も、独立にあたっての大きな要因となった。
カレン民族同盟（KNU）は2024年4月21日、タイ・ミャンマー国境の都市であるミャワディを制圧したと発表した。しかし、同24日には、国軍の反攻をうけて一時撤退が宣言された。アルジャジーラの Caleb Quinley および Khun Kali の取材によれば、KNAがミャンマー軍に対する支援を停止したことが、同作戦が成功した背景にある。しかし、KNUの軍事部門であるカレン民族解放軍（KNLA）はミャワディ市内に立ち入ることができず、軍とKNAの間で結ばれた何らかの協定をもとに、ふたたび軍がミャワディに戻ってきているという。研究者の Kim Jollife はこの背景について、チットゥーが両陣営からできる限りの好条件を獲得するために駆け引きをおこなっているという説、KNA内部で軍部とKNUのどちらにつくかについて、内部対立が起こっているという説のふたつを提示している。
独立後のKNAは、支配地域下における賭博・詐欺企業に対する徴税を強化することにより、ミャンマー軍の支援が絶たれたことによる資金不足に対応している。アメリカの民間シンクタンクである先進防衛研究センターは2025年の報告書において、KNAの本拠地であるシュエコッコと首都・ネピドーの官庁地区の間に相互交流があることを指摘しており、独立後のKNAは引き続き軍事政権との密接な関わりを有している可能性がある。